# Dieter Zander
Dieter Zander (* 5. April 1937 in Schwerin) ist ein deutscher Architekt und Denkmalpfleger. Er war Landeskonservator von Mecklenburg-Vorpommern.

## Biografie
Zander absolvierte von 1953 bis 1957 die Goethe-Oberschule I in Schwerin. Nach dem Abitur und einer Maurerlehre studierte er von 1959 bis 1965 Architektur an der Technischen Universität Dresden. Danach war er bis 1990 Konservator für den Bezirk Schwerin beim  Institut für Denkmalpflege, das für die drei Nordbezirke der DDR zuständig war. 1984 waren er und Axel Höhn die Architekten für die modernen Giebelhäuser an der Ostseite (Schlachtermarkt) zum Altstädtischen Rathaus.

Von 1990 bis 2002 wirkte er als Landeskonservator und Leiter des Landesamtes für Denkmalpflege (seit 2006 Landesamt für Kultur und Denkmalpflege Mecklenburg-Vorpommern). 1991 wurde er von Bundesbauministerin Irmgard Adam-Schwaetzer in die Expertengruppe Städtebaulicher Denkmalschutz des Bundes und der Länder berufen, die den Bund und die neuen Länder beriet. Er war Mitglied in verschiedenen Jurys, u. a. 1994 in der Bewertungskommission für den Bundeswettbewerb Erhaltung des historischen Stadtraums in den neuen Ländern. Von 1996 bis 2002 war er Vorsitzender der Arbeitsgruppe für fachliche Fragen zur Denkmalpflege im Deutschen Nationalkomitee für Denkmalschutz.

2018 überließ Zander als ehemaliger Landeskonservator der Kunst- und Kulturgutsammlung der Stiftung Mecklenburg, im Rahmen einer Ausstellung, einhundert Architekturzeichnungen der Farbfassung von Gebäuden in Mecklenburg aus dem 18. und 19. Jahrhundert.
Zander ist verheiratet und lebt in Schwerin.

## Veröffentlichungen
- mit Horst Ende: Drei Städte – drei Schlösser. Städtebauliche Einbindung und gesellschaftliche Erschließung der Schlösser in Güstrow, Ludwigslust und Schwerin. In: Denkmale in Mecklenburg. Schriften zur Denkmalpflege in der Deutschen Demokratischen Republik, S. 359, Weimar, Böhlau 1976.
- Die Schweriner Schelfstadt. Zur städtebaulichen Entwicklung der barocken Neustadt. Schweriner Reihe. Druckerei Schweriner Volkszeitung, Schwerin 1984.
- Schlösser und Gutshäuser in Mecklenburg-Vorpommern. In: Burgen, Schlösser, Gutshäuser in Mecklenburg-Vorpommern, Theiss, Stuttgart 1993, ISBN 3806210845.
- Städtebaulicher Denkmalschutz in Mecklenburg-Vorpommern. In: Alte Städte – Neue Chancen. Hrsg.: Bundesministerium für Raumordnung, Bauwesen und Städtebau und Deutsche Stiftung Denkmalschutz. Monumente-Verlag, Bonn 1996. ISBN 3-9804890-0-0.
- Der Archivbau Paul Ehmigs in Schwerin. Vortrag auf einer Bautagung. Schwerin 2010. (Volltext, PDF).
- Kloster- und Schlossanlage Dargun. Geschichte, Bestandsicherung, Nutzung Denkmalschutz und Denkmalpflege in Mecklenburg-Vorpommern. In: Schriftenreihe des Fördervereins Kreisheimatmuseum Demmin. Band 2, 1999/2000.
- Die Entwürfe für die Märkte in Boizenburg und in der Schelfstadt Schwerin von Jacob Reutz. In: Stadtentwicklung und Bauen in Boizenburg, Boizenburger Museumsfreunde. Verein zur Förderung des Heimatmuseum Boizenburg 2004.
- Dieter Zander, Architekturfarbigkeit an Häusern des späten 18. und frühen 19. Jahrhunderts in Mecklenburg[4], Broschüre zur Ausstellung, „Alles Fassade?“,  S. 20, 2019
- Dieter Zander: Archiekturzeichnu8ngen 1962–2022, Schwerin 2023.